# Teza Duhema-Quine’a
Teza Duhema-Quine’a – koncepcja znana w filozofii nauki dotycząca zależności pomiędzy danymi empirycznymi a teorią naukową. Według tezy Duhema-Quine’a dane empiryczne nie określają jednoznacznie teorii naukowej. Zbiór wszystkich danych doświadczalnych jest skończony, a więc do takiego zbioru można zawsze (przynajmniej potencjalnie) dopasować nieskończenie wiele różnych teorii. Laudan precyzuje tezę Duhema-Quine’a w następujący sposób:
Dla dowolnej teorii T i dowolnego zbioru dowodów S potwierdzających teorie T istnieje konkurencyjna dla teorii T (i sprzeczna z teorią T) teoria T' taka że zbiór dowodów S potwierdza teorie T'.
Termin w szczególności obejmuje koncepcje, że obserwacje empiryczne zawsze są obciążone dodatkowymi założeniami teoretycznymi. Z tego powodu treść empiryczna przysługuje całym systemom zdań, całej teorii lub nawet całej nauce, a nie poszczególnym jej elementom w postaci konkretnych zdań obserwacyjnych.

## Przykład
W XVII wieku, w czasach Galileusza jednym z argumentów przeciwko teorii heliocentrycznej był tzw. "argument wieży". Obserwacje wskazują, że ciała spadając z dużej wysokości poruszają się w kierunku ziemi po linii prostej i prostopadle do podłoża co uważano za bezsporny empiryczny dowód, że Ziemia pozostaje w spoczynku (gdyby podlegała ruchowi to przedmioty zrzucane z wierzchołka wieży nie spadałyby idealnie u jej podnóża). Takie obserwacje nie są obecnie akceptowane jako empiryczne dowody, że Ziemia się nie porusza, ponieważ zmieniły się założenia: wprowadzone zostały dodatkowe reguły teoretyczne takie jak zasada bezwładności i względna interpretacja ruchu (patrz też: siła Coriolisa).